# 于山大士殿
于山大士殿，全名稱“辛亥革命福州前敌指挥部旧址——于山大士殿”，位于中国福建省福州市鼓楼区于山，为一个省级文物保护单位，类型为古建筑及历史纪念建筑物，为第三批福建省文物保护单位，公布时间为1991年4月17日。
于山大士殿的历史年代为1911年。